# Kazimierz Moskal (piłkarz)
Kazimierz Moskal (ur. 9 stycznia 1967 w Sułkowicach) – polski piłkarz, występujący na pozycji pomocnika, trener piłkarski. Wieloletni zawodnik Wisły Kraków, sześciokrotny reprezentant Polski.

## Kariera klubowa
Karierę zaczął w klubie Gościbia Sułkowice, jednak już jako 15-latek trafił do Wisły Kraków, w której grał 8 sezonów. W 1990 roku trafił do Lecha Poznań. Dwukrotnie (1991/1992, 1992/1993) sięgał po mistrzostwo Polski, zadebiutował także w reprezentacji. W 1994 roku wyjechał do Izraela, gdzie przez 3 i pół roku występował w Hapoelu Tel Awiw, by na wiosnę 1998 trafić do Maccabi Ironi Ashdod. Jesienią 1998 wrócił do Krakowa, lecz nie do Wisły, a do drugoligowego wówczas Hutnika. Jesienią 1999 roku powrócił do Wisły, stał się na kolejnych kilka lat ważnym ogniwem w zespole, grając na środku pomocy bądź w obronie. Podczas swojej drugiej przygody z Wisłą wywalczył dwa kolejne tytuły mistrza Polski (2000/2001, 2002/2003) oraz grał i strzelał bramki w europejskich pucharach. Latem 2003 przeniósł się do Górnika Zabrze, gdzie po rundzie jesiennej sezonu 2004/2005 ostatecznie zakończył karierę piłkarską. Później grał jeszcze amatorsko w Bolesławie Bukowno i Płomieniu Jerzmanowice.

## Kariera reprezentacyjna
W reprezentacji Polski rozegrał 6 meczów i strzelił jedną bramkę.

### Mecze w Reprezentacji Polski
| Występy w reprezentacji Polski | Występy w reprezentacji Polski | Występy w reprezentacji Polski | Występy w reprezentacji Polski | Występy w reprezentacji Polski | Występy w reprezentacji Polski | Występy w reprezentacji Polski | Występy w reprezentacji Polski |
| l.p.                           | Data                           | Miejsce                        | Przeciwnik                     | Rezultat                       | Rozgrywki                      | Grał                           | Uwagi                          |
| ------------------------------ | ------------------------------ | ------------------------------ | ------------------------------ | ------------------------------ | ------------------------------ | ------------------------------ | ------------------------------ |
| 1.                             | 6 maja 1990                    | Chicago                        | Kostaryka                      | 2-0                            | towarzyski                     | do 59'                         |                                |
| 2.                             | 26 września 1990               | Bukareszt                      | Rumunia                        | 1-2                            | towarzyski                     | od 84'                         |                                |
| 3.                             | 5 lutego 1991                  | Belfast                        | Irlandia Północna              | 1-3                            | towarzyski                     | od 46'                         |                                |
| 4.                             | 23 marca 1994                  | Saloniki                       | Grecja                         | 0-0                            | towarzyski                     | od 54'                         |                                |
| 5.                             | 13 kwietnia 1994               | Cannes                         | Arabia Saudyjska               | 1-0                            | towarzyski                     | od 46'                         |                                |
| 6.                             | 17 maja 1994                   | Katowice                       | Austria                        | 3-4                            | towarzyski                     | od 46'                         | Gol                            |

## Kariera trenerska
Po zakończeniu kariery piłkarskiej był w Wiśle Kraków asystentem trenerów Wernera Liczki, Jerzego Engela, Tomasza Kulawika, Dana Petrescu, Dragomira Okuki i Adama Nawałki. W 2007 roku pełnił obowiązki pierwszego trenera Wisły. Od sezonu 2010/2011 Moskal był asystentem trenera Wisły Roberta Maaskanta. 7 listopada 2011 roku po odejściu Holendra, Moskal ponownie objął stanowisko pierwszego trenera w krakowskim klubie. 1 marca 2012 roku zastąpił go na tym stanowisku Michał Probierz. 
W 2013 roku został trenerem pierwszoligowego GKS-u Katowice w którym pracował do 27 października 2014 roku. 10 marca 2015 po raz trzeci został trenerem Wisły, zastępując na stanowisku Franciszka Smudę. 30 listopada 2015 został zwolniony z funkcji trenera Wisły Kraków po derbowej porażce z Cracovią 1:2.
24 maja 2016 roku Moskal objął funkcję szkoleniowca Pogoni Szczecin zastępując na tym stanowisku Czesława Michniewicza, z którym klub postanowił nie przedłużać umowy pomimo wywalczenia szóstego miejsca przez drużynę „Portowców” na koniec sezonu 2015/16 w Ekstraklasie. Podczas pracy w Szczecinie dotarł ze swoją drużyną do półfinału Pucharu Polski, co było do tej pory największym szkoleniowym sukcesem trenera. Na konferencji prasowej 8 maja 2017 wspólnie z zarządem Pogoni Szczecin, poinformował o swoim odejściu po zakończeniu sezonu 2016/17. Decyzja została podjęta z przyczyn osobistych.
W latach 2017–2018 prowadził Sandecję Nowy Sącz. 13 czerwca 2018 został szkoleniowcem Łódzkiego Klubu Sportowego. 4 maja 2020 roku został zastąpiony na tym stanowisku przez Wojciecha Stawowego. 9 listopada 2020 został trenerem polskiego klubu Zagłębie Sosnowiec z I ligi, umowa do końca sezonu z opcją przedłużenia o rok. 12 czerwca 2022 został ponownie wybrany na stanowisko trenera ŁKS Łódź, z którym w sezonie 2022/2023 awansował do Ekstraklasy. 4 czerwca 2024 ponownie objął posadę trenera Wisły Kraków z umową do 30 czerwca 2026. Z krakowskiego klubu został zwolniony 23 września 2024 roku.

## Życie prywatne
Ma dwóch synów: Dawida oraz Kamila, który również został piłkarzem.